# Lyces annulata
Lyces annulata là một loài bướm đêm thuộc họ Notodontidae. Loài này có ở Venezuela to Peru dọc theo miền đông slopes of the Andes.
Ấu trùng ăn Passiflora nitida, Passiflora cyanea và Passiflora maliformis.